# マイケル・シェアード
マイケル・シェアード（Michael Sheard, 1938年6月18日 - 2005年8月31日）はスコットランド・アバディーン出身の俳優。

## 人物
イギリス放送史上最長の学園ドラマといわれるBBCの『Grange Hill』の鬼教頭役で人気を博した。映画『スター・ウォーズ』のシリーズ第2作『帝国の逆襲』における失態続きの帝国軍提督、ケンダル・オゼル役も演じている。『ドクター・フー』を始め主にイギリスのテレビシリーズに多数出演した。また、『インディ・ジョーンズ/最後の聖戦』など様々な映画で、アドルフ・ヒトラー役を計5回演じている。
2005年、癌のためイングランド南部沖のワイト島の自宅にて死去。

## 主な出演作品

### 映画
- マッケンジー脱出作戦（1970年）
- フレンジー（1972年）
- ナヴァロンの嵐（1978年）
- オフサイド7（1979年）
- スター・ウォーズ/帝国の逆襲（1980年） - ケンダル・オッゼル提督
- ラフ・カット（1980年）
- レイダース/失われたアーク《聖櫃》（1981年）
- ハイ・ロード（1983年） - シェイド
- インディ・ジョーンズ/最後の聖戦（1989年）